# Johann Peter Wagner

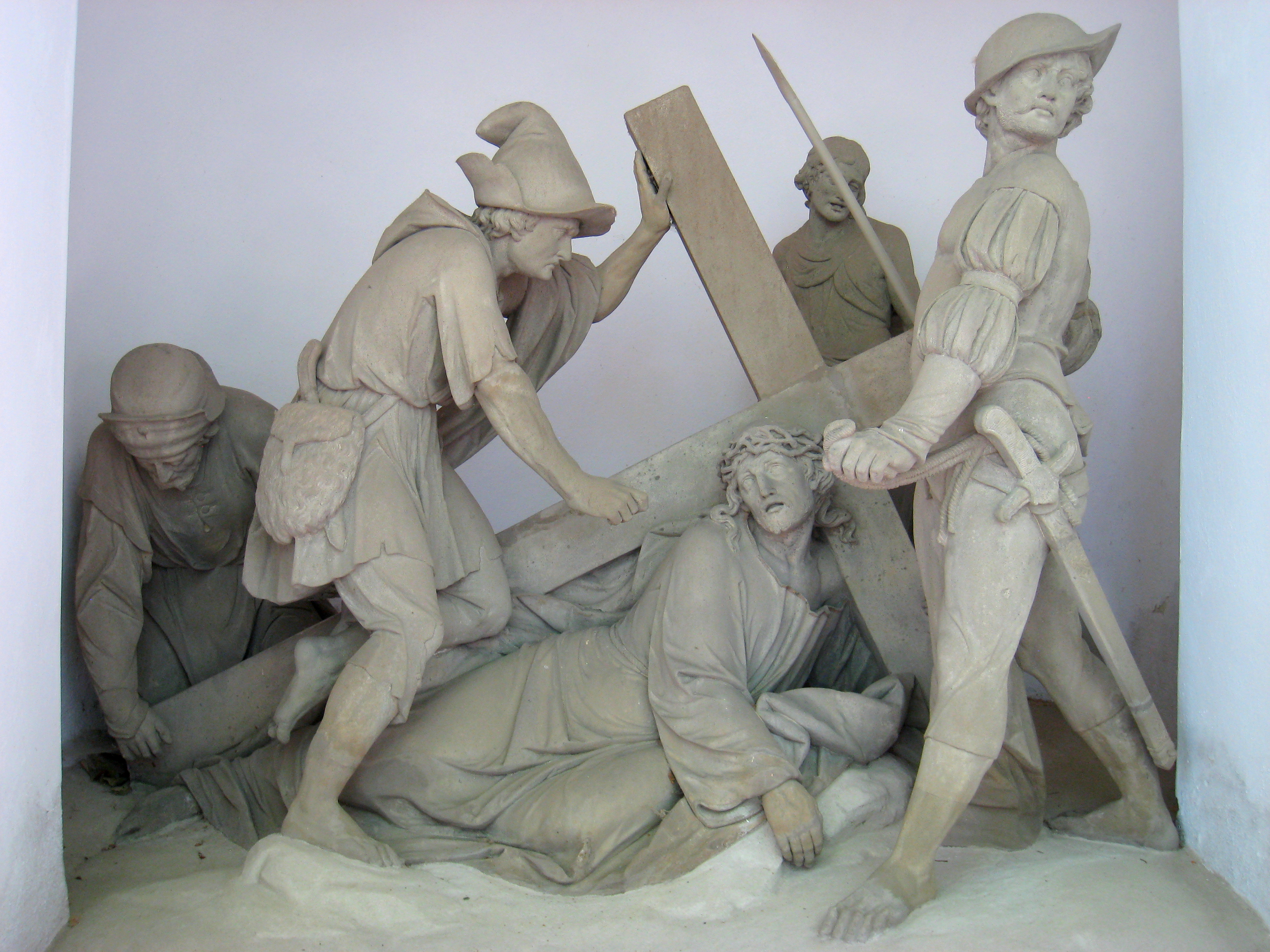
Pe drumul crucii (Johann Peter Wagner)

Johann Peter Alexander Wagner (n. 26 februarie 1730, Obertheres, Franconia – d. 7 ianuarie 1809, Würzburg) a fost un sculptor german din perioada rococo și a clasicismului timpuriu, reprezentant de seamă al stilului rococo în Mainfranken fiind numit în 1760 ca sculptor de curte.
În anii 1770 a realizat o serie de opere de artă cu motiv laic și religios.